# Cordyla bomloensis
Cordyla bomloensis är en tvåvingeart som beskrevs av Kjaerandsen och Olavi Kurina 2004. Cordyla bomloensis ingår i släktet Cordyla och familjen svampmyggor.
Artens utbredningsområde är Norge. Inga underarter finns listade i Catalogue of Life.